# De Heineken Ontvoering
De Heineken Ontvoering is een Nederlandse film die op 17 oktober 2011 in première is gegaan. De film is gebaseerd op de waargebeurde ontvoering van Freddy Heineken in 1983. De film werd deels in Zuid-Afrika opgenomen.

## Verhaal
In 1983 maken Cor van Hout, Frans Meijer en Jan Boellaard een plan om iemand te ontvoeren, voor het losgeld. Ze hebben een olietank gekocht, maar als ze de beschikbare zuurstof testen door er een hond in te stoppen stikt deze. Rem Hubrechts, de broer van Cors vriendin, hoort ervan en onderzoekt op eigen houtje de mogelijkheid om Freddy Heineken te kiezen (mede wegens zijn hekel aan Heineken, omdat het bedrijf zijn vader wegens alcoholisme ontslagen heeft; hij zou slachtoffer zijn van een ongeschreven regel dat buitendienstmedewerkers in cafés moeten meedrinken), en stelt dat aan de anderen voor. Zelf wil hij ook meedoen. Frans en Jan hebben bedenkingen, maar Cor zegt dat hij te vertrouwen is, en Frans en Jan stemmen daarom toch in. Frans stelt voor ook de chauffeur te ontvoeren. Als Rem hierop wil reageren zegt Frans dat hij alleen mag meedoen, maar verder zijn mond moet houden, maar dan blijkt dat Rem het met hem eens is, de chauffeur kan dienen als wisselgeld. Tussen de voorbereidingen door doet Rem rijexamen, waarbij hij de examinator mishandelt. Verder krijgt hij een relatie met Frans' vriendin, zonder dat Frans het weet.
Eerst voorziet Jan zijn loods van twee geluiddichte cellen, met een verborgen deur. Dan ontvoeren ze Heineken en zijn chauffeur Ab Doderer, in Amsterdam, en zetten ze elk in een cel. Rem bewaakt ze meestal, en treitert Heineken dan vaak, bijvoorbeeld met muziek waar hij niet van houdt, en door de ventilator soms uit te zetten, waardoor Heineken steeds bang is dat hij zal stikken.
Heineken biedt Rem geld als die hem vrijlaat, maar Rem is trouw aan zijn handlangers, en is zo kwaad dat Heineken hem dit voorstelt dat hij zijn hoofd in de toiletpot duwt. Ze krijgen losgeld, en verbergen het in van tevoren in het bos ingegraven vaten. Ze merken later echter dat de politie hen volgt. Daarom moeten ze overhaast het geld weer ophalen en de loods opruimen. Cor en Rem vluchten naar Frankrijk (hoewel Cor net zijn vrouw aan het bijstaan was bij haar bevalling). De politie bevrijdt Heineken en Doderer. Jan en Frans worden opgepakt, Frans nadat hij op het strand zijn deel van het geld verbrand heeft; hij wordt ter observatie in een psychiatrische inrichting opgenomen, maar ontsnapt daaruit. Doordat Rem naar zijn ouders belt, en naar zijn vriendin, en deze telefoontjes worden getraceerd, worden Cor en Rem door de Franse politie opgepakt. Ze kunnen door een verouderd uitleveringsverdrag niet uitgeleverd worden, en krijgen hotelarrest. Heineken volgt de ontwikkelingen op de voet. Hij laat ook uitzoeken wat er waar is van de beschuldiging over het meedrinken; volgens zijn naaste medewerkers is dit niet waar. Hij verhoort Rems vriendin (die door Frans mishandeld is omdat ze niet met hem mee ging) terwijl de politie meekijkt. Ook gaat hij langs bij de minister om een idee van zijn vrouw over te brengen: op zijn initiatief worden Cor en Rem overgebracht naar het Franse deel van Sint Maarten, om ze eventueel vandaar in het Nederlandse deel terecht te laten komen, zodat ze toch opgepakt kunnen worden. Dat weten ze eerst te voorkomen. Heineken laat echter een radiostation de bevolking oproepen om te protesteren tegen het dumpen van Europese criminelen op hun eiland. Cor en Rem dreigen gelyncht te worden, en gaan daarom toch maar mee naar het Nederlandse deel. Heineken heeft in samenwerking met de politie een gesprek met Rem, en vraagt hem waarom die hem zo haat. Er komt echter weinig uit, en Rem toont geen enkel mededogen.
De film brengt ook enkele nachtmerries van Heineken tijdens en na de ontvoering in beeld, met Rem als zijn belager. Verder toont de film ups en downs van Heinekens relatie met zijn vrouw.

## Rolverdeling

### Hoofdrollen
| Personage       | Acteur/actrice              |
| --------------- | --------------------------- |
| Freddy Heineken | Rutger Hauer                |
| Rem Hubrechts   | Reinout Scholten van Aschat |
| Cor van Hout    | Gijs Naber                  |
| Frans Meijer    | Teun Kuilboer               |
| Jan Boellaard   | Korneel Evers               |

### Bijrollen
| Personage                | Acteur/actrice    |
| ------------------------ | ----------------- |
| Ab Doderer               | Menno van Beekum  |
| Els                      | Marjolein Keuning |
| Kees Sietsma             | Marcel Hensema    |
| Lucille Heineken-Cummins | Truus te Selle    |
| Lisa                     | Sallie Harmsen    |
| Max Moszkowicz           | Porgy Franssen    |
| Sjors                    | Patrick Stoof     |
| meneer Hubrechts         | Ton Kas           |
| mevrouw Hubrechts        | Beppie Melissen   |
| Frits Korthals Altes     | Genio de Groot    |
| Politieagenten           | Henk Poort        |
| Politieagenten           | Dave Mantel       |

## Juridische acties
De Heinekenontvoerder Willem Holleeder eiste, middels een kort geding, een verbod op de film. Verder hebben Jan Boellaard, Frans Meijer en Martin Erkamps ook sommaties gestuurd naar IDTV Film. De film zou niet waarheidsgetrouw genoeg zijn. De rechter wees de eis echter af. In een nieuw kort geding eisten Boellaard en Meijer dat de filmtitels en een advertentie het publiek duidelijk informeren dat enkele scènes verzonnen zijn: het dreigen met een pistool, het schieten op de taxichauffeur en het mishandelen van Meijers vriendin.